# Ernst Schultz
Ernst Ludvig Emanuel Schultz (Horsens, 15 giugno 1879 – Fiordo di Roskilde, 20 giugno 1906) è stato un velocista danese, specializzato nei 400 metri piani.

## Palmarès
| Anno | Manifestazione  | Sede   | Evento    | Risultato | Prestazione | Note                          |
| ---- | --------------- | ------ | --------- | --------- | ----------- | ----------------------------- |
| 1900 | Giochi olimpici | Parigi | 400 metri | Bronzo    | 51"5        | Miglior prestazione personale |